# Underwood-Gletscher
Der Underwood-Gletscher ist ein 24 km langer Kargletscher an der Knox-Küste des ostantarktischen Wilkesland. Er mündet zwischen den Reist Rocks und Kap Nutt in die Mawsonsee.
Der US-amerikanische Kartograf Gardner Dean Blodgett kartierte ihn 1955 anhand von Luftaufnahmen, die bei der Operation Highjump (1946–1947) angefertigt worden waren. Das Advisory Committee on Antarctic Names benannte den Gletscher 1955 nach Joseph Addison Underwood (1809–1840), Leutnant auf der Sloop USS Vincennes, Flaggschiff der United States Exploring Expedition (1838–1842) unter der Leitung des US-amerikanischen Polarforschers Charles Wilkes, der bei dieser Forschungsreise am 24. Juli 1840 auf einer der Fidschiinseln von Einheimischen getötet worden war.